# Bzipi (dorp)
Bzipi (Georgisch: ბზიფი; Abchazisch: Бзыԥ; Russisch: Бзыпта) is een 'nederzetting met stedelijk karakter' en dorpsgemeenschap in de Georgische autonome en feitelijk afgescheiden republiek Abchazië, gelegen in het district Gagra. Bzipi ligt bij de monding van de Bzipi, tussen de steden Gagra en Pitsoenda.

## Toponiem
Bzipi stond begin 20e eeuw gedocumenteerd als Abgaborta dat "een plek om wolven en vossen te zien" betekent. In 1948 werd de hedendaagse naam Bzipi aan de plaats gegeven, aan de hand van het hydroniem voor de rivier.
Er zijn verschillende academische verklaringen voor het hydroniem. Het zou staan voor de monding van de rivier of een grote hoeveelheid water. Verbasteringen van het woord zouden ook de historische naam zijn van het moderne district Goedaoeta en heel West-Abchazië. De Bzipi is de grootste rivier van Abchazië, waarmee het de betekenis van "Abchazische rivier" zou hebben. Of juist andersom, dat het hydroniem het toponiem voor het gebied rond de rivier volgde.

## Geschiedenis
Bij de nederzetting, op een heuvel aan de Bzipi-rivier, liggen de ruïnes van twee kerken en een fort. De basiliek, waarvan de muren nog grotendeels overeind staan, dateert uit de tweede helft van de 9e eeuw. Vlakbij liggen de resten van een oudere kerk. Het fort stamt ook uit de 9e eeuw en bestond uit twee delen, waar de oude weg langs de Bzipi door de binnenplaats liep. Het fort sloot feitelijk de rivierkloof af. De ruïnes zijn Georgisch nationaal cultureel erfgoed.
Tijdens de Eerste Wereldoorlog werd begonnen met de bouw van de Toeapse-Senaki spoorlijn langs de Zwarte Zee. In Bzipi werd rond 1915 een brug gebouwd over de Bzipi, maar deze kwam nooit af. Twee 30 meter hoge stenen brugpijlers staan nog op de rechteroever van de Bzipi met een derde lagere op de linkeroever en zijn Georgisch cultureel erfgoed. De spoorlijn werd enkele decennia later alsnog in fasen gebouwd met een spoorbrug naast de eerder geplande.
Tijdens het Georgisch-Abchazisch conflict in 1992-1993 werden in Bzipi 61 personen om het leven gebracht, wat gepaard ging met zware mensenrechtenschendingen, zoals marteling, verminking en verbranding. Het dorp lag op de route van een grote Abchazische aanval eind september 1992 op Gagra, wat gepaard ging met zwaar geweld tegen de (Georgische) burgerbevolking van Bzipi en nabijgelegen dorpen zoals Kolchida en Alachadzi. Ook vonden er etnische zuiveringen plaats.

## Demografie
Volgens de Abchazische opgave had Bzipi 4825 inwoners op 1 januari 2023. De Abchaziërs zijn in de nederzetting in de meerderheid (bijna 55%), gevolgd door de Armeniërs (27,5%) en Russen (10,7%). De Georgiërs waren in 1989 de grootste bevolkingsgroep, maar zij zijn door het Georgisch-Abchazisch conflict vrijwel geheel verdreven.
| Aantal | 3917 | 10.467 | 4111 | 4719 | 4825 |
| Verantwoording data: 1926-2011. Volkstellingen 2003 en 2011, jaaropgave 1 januari 2023. Noot: De Abchazische cijfers vanaf 1994 worden niet erkend door Georgië. |      |        |      |      |      |

## Vervoer
Bzipi ligt aan de Georgische S1 / E97, de belangrijkste hoofdroute door Abchazië. Net buiten het dorp start vanaf de S1 de Georgische nationale route Sh11 die langs de Bzipi naar het bekende Ritsameer gaat, diep in bergen. Dit is ook de enige toegangsweg naar het dorp Pschoe. De Sotsji - Soechoemi spoorlijn loopt langs Bzipi en heet er een station.